# Katharine Berkoff
Katharine Berkoff (* 28. Januar 2001 in Missoula, Montana) ist eine Schwimmerin aus den Vereinigten Staaten. Bei Olympischen Spielen gewann sie eine Goldmedaille und eine Bronzemedaille. Bei Weltmeisterschaften erhielt sie auf der 50-Meter-Bahn bis 2024 einmal Gold, zweimal Silber und einmal Bronze, auf der 25-Meter-Bahn waren es zweimal Gold, dreimal Silber und einmal Bronze.

## Sportliche Karriere
Katharine Berkoff ist die Tochter des Schwimmolympiasiegers David Berkoff. Sie graduierte 2023 in Mikrobiologie an der North Carolina State University und nahm danach ebenda ein Masters-Studium auf. 2021, 2022 und 2024 gewann sie die Meisterschaft der National Collegiate Athletic Association über 100 Yards Rücken.
2018 nahm Berkoff an den Junior Pan Pacific Championships teil. Sie wurde Zweite über 100 Meter Rücken und Dritte über 200 Meter Rücken. Im Jahr darauf siegte sie bei der Universiade in Neapel über 100 Meter Rücken und mit der 4-mal-100-Meter-Lagenstaffel, über 50 Meter Rücken wurde sie Vierte.
Bei den Olympiaausscheidungen 2021 wurde sie Vierte über 100 Meter Rücken. Nur die ersten beiden, Regan Smith und Rhyan White, qualifizierten sich. Ende 2021 fanden die Kurzbahnweltmeisterschaften in Abu Dhabi statt. Kate Douglass, Claire Curzan, Katharine Berkoff und Abbey Weitzeil siegten in der 4-mal-100-Meter-Freistilstaffel, Torri Huske war im Vorlauf für Weitzeil geschwommen und erhielt dafür ebenfalls eine Medaille. Gold gab es sowohl für die US-Staffel als auch für die zeitgleichen Kanadierinnen. Über 100 Meter Rücken erschwamm Berkoff Bronze hinter der Schwedin Louise Hansson und der Kanadierin Kylie Masse. Berkoff, Emily Escobedo, Curzan und Douglass schwammen die schnellste Vorlaufzeit in der 4-mal-50-Meter-Lagenstaffel. Im Finale siegten die Schwedinnen mit über einer Sekunde Vorsprung vor Rhyan White, Lydia Jacoby, Claire Curzan und Abbey Weitzeil. In der 4-mal-200 Meter-Freistilstaffel siegten die Kanadierinnen vor Torri Huske, Abbey Weitzeil, Melanie Margalis und Paige Madden; Katharine Berkoff und Emma Weyant erhielten eine Silbermedaille für ihren Einsatz im Vorlauf. In der 4-mal-50-Meter-Freistilstaffel schwammen im Vorlauf Berkoff, Huske, Douglass und Weitzeil, im Endlauf gewannen Weitzeil, Curzan, Berkoff und Douglass. Die 4-mal-100-Meter-Lagenstaffel wurde Vierte und verfehlte die Bronzemedaille um 0,05 Sekunden. In der 4-mal-50-Meter-Mixed-Lagenstaffel schwammen im Vorlauf Shaine Casas, Nic Fink, Kate Douglass und Katharine Berkoff. Im Finale wurden Casas, Fink, Curzan und Weitzeil Zweite hinter dem Quartett aus den Niederlanden.
2022 bei den Weltmeisterschaften in Budapest startete Berkoff nur über 50 Meter Rücken. Mit acht Hundertstelsekunden Rückstand auf Kylie Masse schlug Berkoff als Zweite an, eine Hundertstelsekunde vor der Französin Analia Pigrée.
2023 bei den Weltmeisterschaften in Fukuoka gewann Berkoff über 100 Meter Rücken die Bronzemedaille hinter der Australierin Kaylee McKeown und Regan Smith. Über 50 Meter Rücken wurde Berkoff Fünfte. Schließlich schwammen in der 4-mal-100-Meter-Lagenstaffel Katharine Berkoff, Lydia Jacobi, Torri Huske und Abbey Weitzeil die zweitschnellste Vorlaufzeit. Im Finale waren Regan Smith, Lilly King, Gretchen Walsh und Kate Douglass vier Sekunden schneller und siegten vor den Australierinnen. Alle acht beteiligten Schwimmerinnen erhielten eine Goldmedaille. Die 4-mal-100-Meter-Mixed-Lagenstaffel mit Katharine Berkoff, Josh Matheny, Dare Rose und Abbey Weitzeil schwamm die beste Vorlaufzeit. Im Finale siegte das chinesische Quartett vor der australischen Staffel. Ryan Murphy, Nic Fink, Torri Huske und Kate Douglass wurden Dritte.
Bei den Olympischen Spielen 2024 in Paris trat Berkoff über 100 Meter Rücken an. Im Finale siegte Kaylee McKeown mit 0,33 Sekunden Vorsprung vor Regan Smith, 0,32 Sekunden dahinter schlug Berkoff als Dritte an und hatte 0,31 Sekunden Vorsprung vor der viertplatzierten Kylie Masse. In der Lagenstaffel erreichten Katharine Berkoff, Emma Weber, Alex Shackell und Kate Douglass das Finale mit der viertschnellsten Vorlaufzeit. Im Endlauf schwammen Regan Smith, Lilly King, Gretchen Walsh und Torri Huske einen neuen Weltrekord in 3:49,63 Minuten und hatten dreieinhalb Sekunden Vorsprung vor den Australierinnen.